# Línea T3 (Tranvía de París)

Plano de las vías de la línea

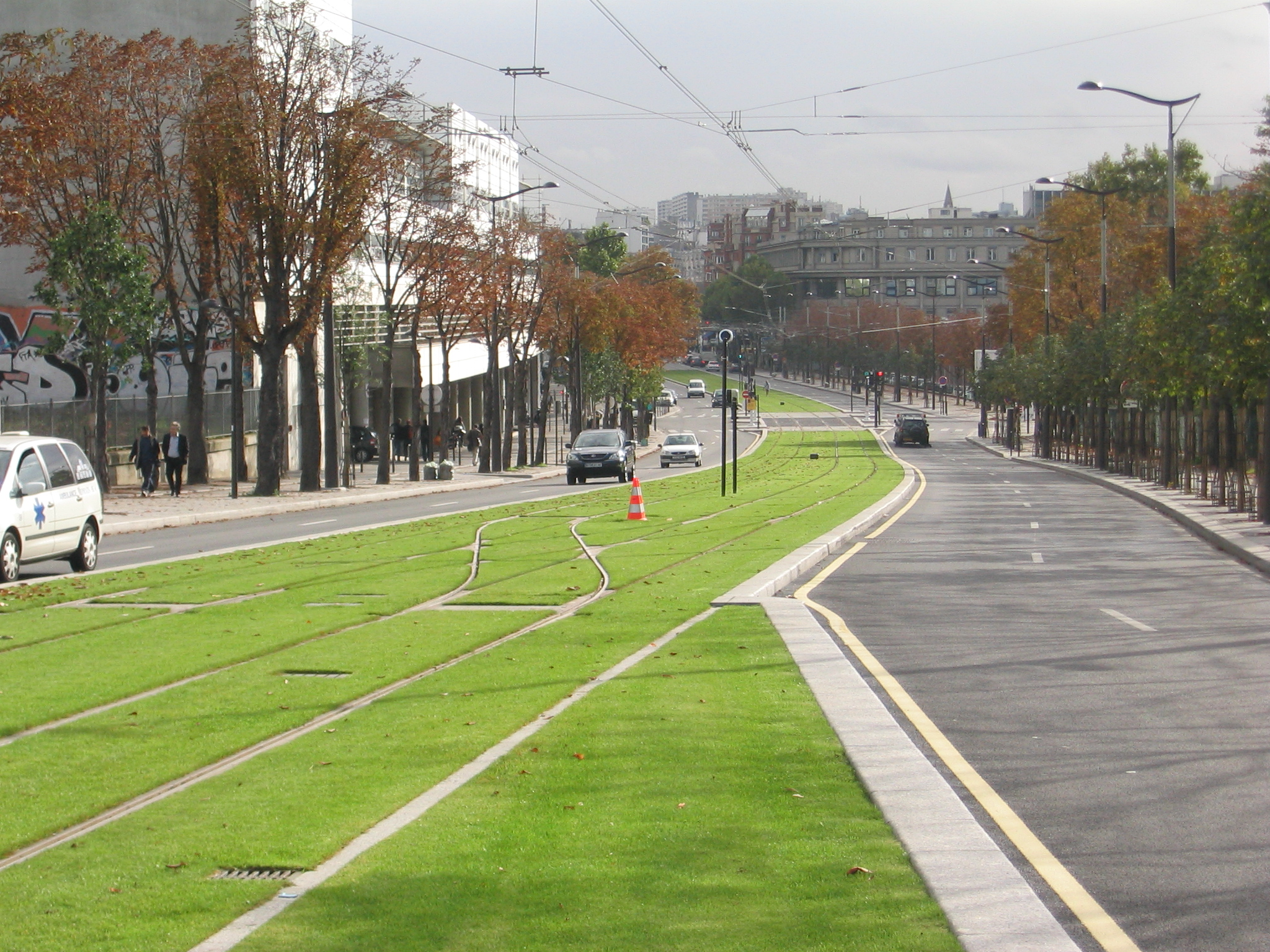
Tramo de línea que parte de Pont du Garigliano hacia Balard

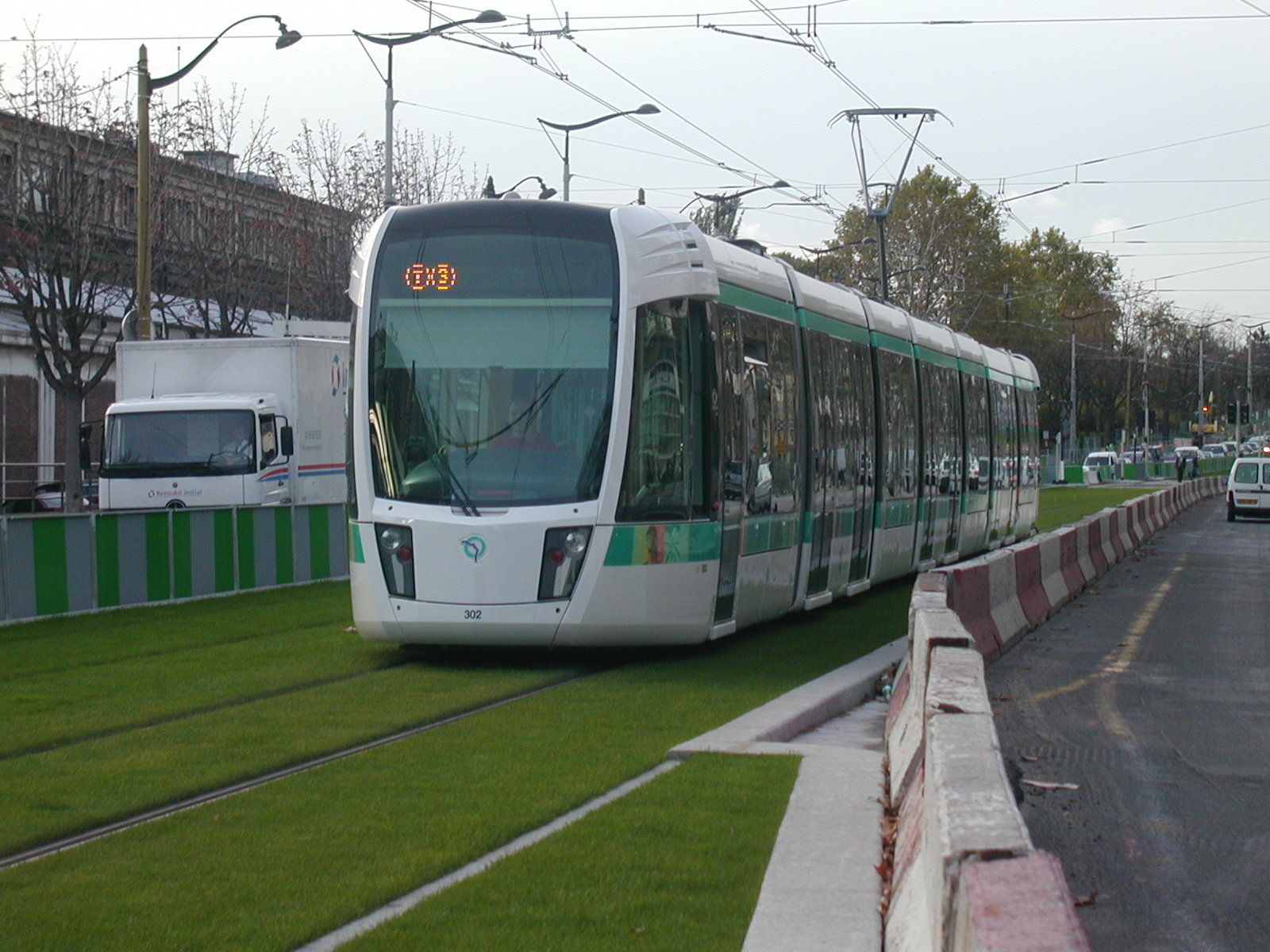
Unidad en pruebas a finales de 2005

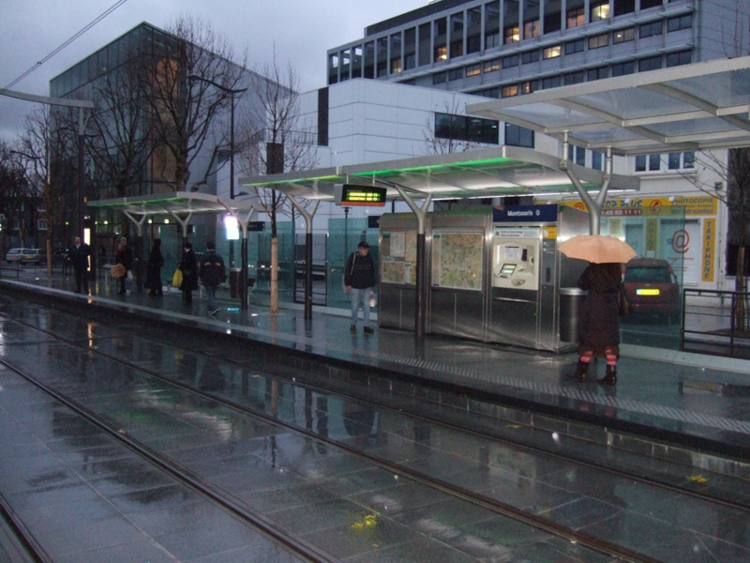
Andén norte de la estación Montsouris

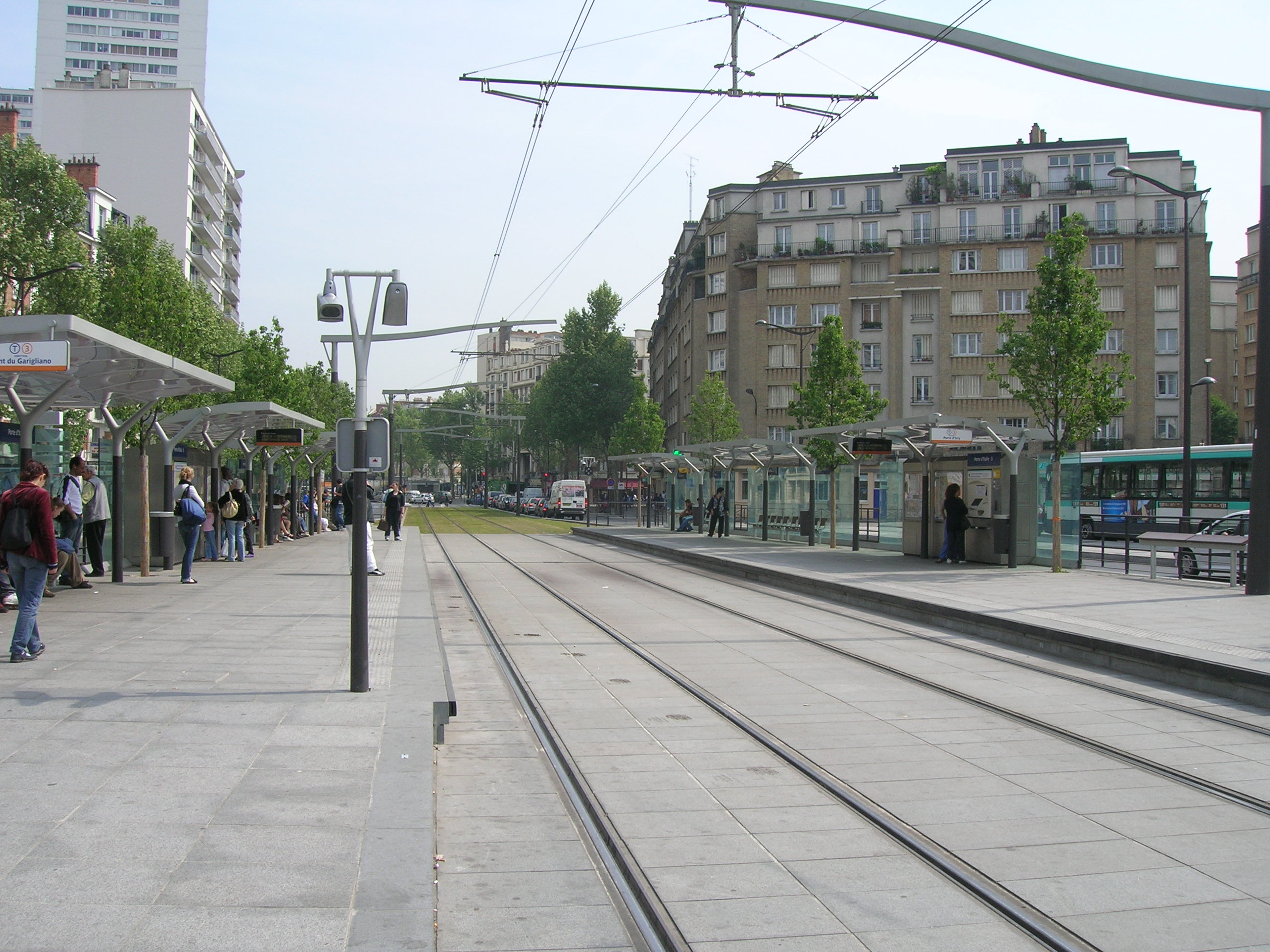
Estación Porte d'Italie

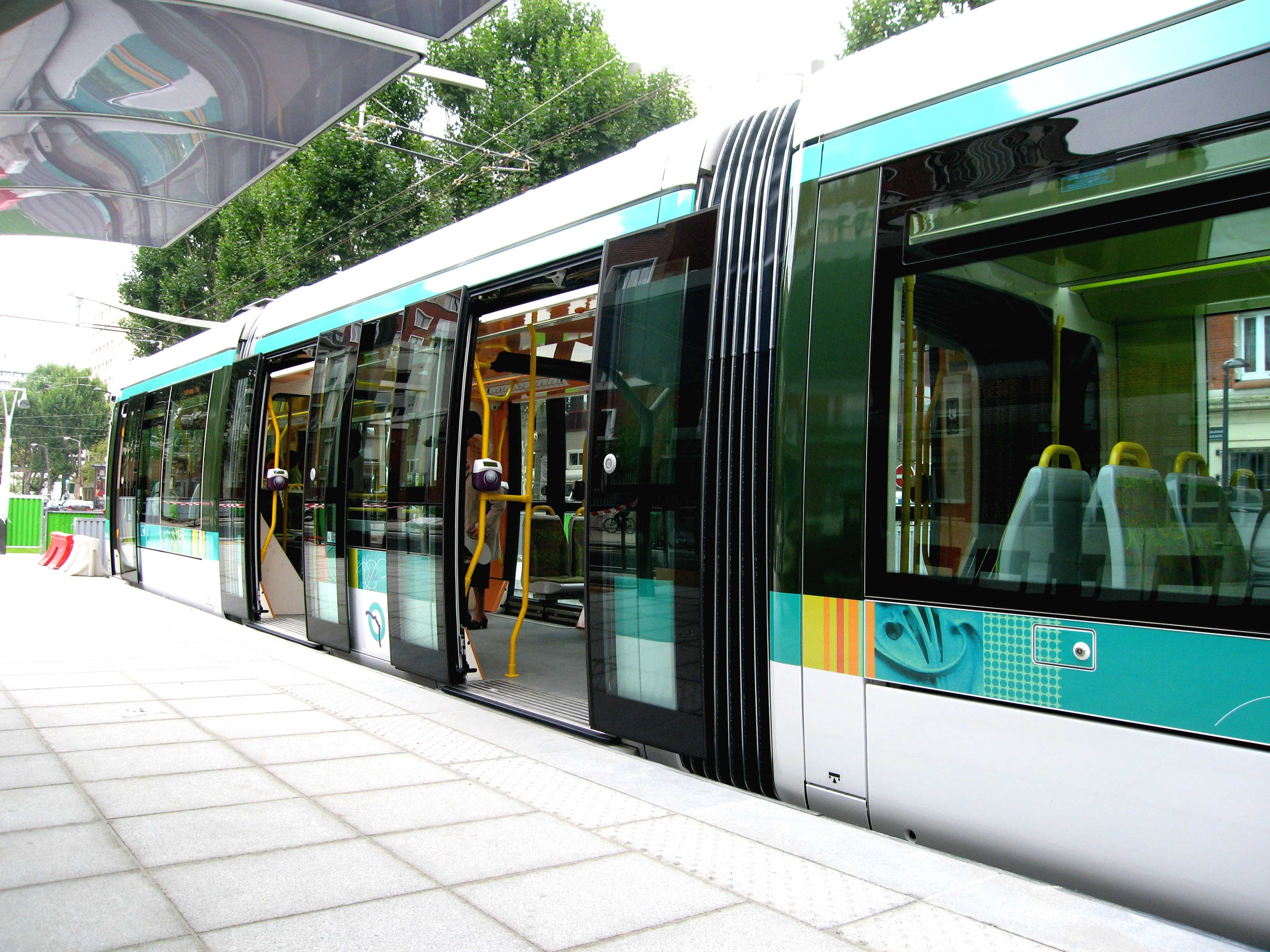
Unidad Citadis 402 de la línea T3 parada en el andén

La Línea T3 de tranvía es una de las líneas de la red de Tranvía de la Île de France abierta en 2006 entre la estación RER de Boulevard Victor-Pont du Garigliano y la estación de Porte d'Ivry de metro. También conocida como Tramway des Maréchaux o TMS es la primera línea de tranvía que circula intramuros desde 1938, después de 69 años de ausencia de este medio de transporte.
Abierta tras muchos debates y dos años y medio de obras, ha servido al ayuntamiento como herramienta para recalificar y transformar el paisaje de los bulevares que atraviesa.

## Historia

### Orígenes del proyecto
A finales de los años 90, la línea de autobús PC, que se había convertido en PC1 en el tramo sur, explotada por la RATP es la más cargada de la red de autobuses al borde de la saturación en hora punta. A pesar de una capacidad teórica de 50000 viajeros diarios gracias a autobuses articulados, no podía cumplir su función en condiciones aceptables. Cada vez era más urgente encontrar una alternativa para aumentar la capacidad de transporte en este eje mediante un medio segregado, y así se pensó en crear una línea de tranvía.
En octubre de 1993, el esquema de prolongación del Tram Val de Seine (TVS), actual T2, desde Issy-Val de Seine hasta Porte de Versailles fue adoptada por el Sindicato de Transportes Parisinos (STP), que desde entonces es conocido como el Sindicato de Transportes de Île de France (STIF). El trazado previsto usaba la línea Petite Ceinture hasta la C/Vaugirard, línea cerrada al tráfico de viajeros en 1934 y totalmente abandonada desde 1993. En esa ocasión el STP pedía un estudio complementario para prolongar el TVS hasta Porte d'Ivry con tres variantes, usar la vía férrea que hace casi la vuelta completa de París, en una plataforma reservada sobre los Bulevares de Maréchaux o una combinación de ambas. El estudio de viabilidad se puso en marcha por la SNCF y la RATP en 1993. En 1995 el estado y la ciudad de París confiaron al STP la misión de estudiar la creación de una línea de tranvía de circunvalación al sur de la capital.
El informe redactado por el STP analizaba ambas variantes:
- Uso de la línea "Petite Ceinture": velocidad comercial de 28 Km/h y tiempo de recorrido de 17 min con una capacidad de transporte de 17000 viajeros/h. El coste sería de 275 millones de euros. En este caso la situación de la plataforma dificultaría las correspondencias con el Metro de París y los transportes de superficie.
- Plataforma reservada en los bulevares de Maréchaux: velocidad comercial de 15-20 km/h y tiempo de recorrido de 24-32 min con una capacidad de transporte de 1900 a 2600 viajeros/h. El coste sería de 321 millones de euros. En este caso los rendimientos son menores y el coste más elevado además del impacto de la línea sobre la circulación de automóviles y el estacionamiento en los bulevares, sin embargo las correspondencias con autobús y metro son más sencillas.

Durante muchos años las dudas entre ambas variantes marcaron la historia del proyecto. El debate entre los partidarios de una y otra se recrudecieron con la llegada de las elecciones municipales de marzo de 2001.
Tras muchas dudas, el Consejo Municipal de París y su alcalde, Jean Tibéri, parecía mostrar su preferencia para implantar el tranvía por los bulevares con una reforma de la línea Petite Ceinture para transformarla en senda verde. La municipalidad así dirigió el proyecto al inscribirlo en el contrato de proyectos estado-región 2000-2006, y fue inscrito con esas características. La publicación del proyecto así se hizo en diciembre de 2000, seguida de la consulta pública en julio de 2001 y el nuevo equipo municipal elegido en 2001 retomó el proyecto sometiéndolo a encuesta de interés público entre el 25 de febrero y el 5 de abril de 2003.
Su implantación sobre los bulevares iba más allá del transporte colectivo con plataforma reservada, el tranvía debería permitir una mejora de los enlaces con los municipios vecinos situados al sur del Periférico de París, y sobre todo permitir la recalificación de los bulevares que estaban degradados por el intenso tráfico de coches.
El proyecto se desarrollaba a lo largo de 7,9 km en los distritos 13º, 14º y 15º de París y contaba con 17 estaciones. 167000 habitantes y 89000 puestos de trabajo estaban situados en un radio de 600 m de la línea.
El ayuntamiento de París esperaba que esta línea, que ofrece la misma cobertura que la línea PC1 de autobús permitiría descongestional los bulevares de Maréchaux de la ribera izquierda del río Sena ofreciendo un medio rápido y confortable.

### Obras
La construcción de la línea empezó a mediados de 2003 con diferentes obras preliminares para reordenar las conducciones de agua y gas en los bulevares, comenzando las obras propiamente dichas el 6 de julio de 2004. Los primeros raíles se colocaron en enero de 2005 y los equipos eléctricos y señales empezaron a colocarse también en 2005 para finalizar la infraestructura en septiembre de 2006. La primera unidad llegó por carretera la noche del 7 al 8 de septiembre de 2005 para empezar las pruebas en octubre de 2005 en los tramos ya finalizados, empezando por el trayecto Pont du Garigliano-Balard.
Los talleres y cocheras de Lucotte se inauguran en mayo de 2006. Las pruebas iban más allá de la Puerta de Châtillon hasta Porte d'Italie el 6 de septiembre y Porte de Choisy el 11 de septiembre y ya la totalidad del recorrido a finales de septiembre.
La circulación en vacío empezó el 20 de noviembre de 2006 en la línea ya acabada para probar el funcionamiento de la línea en su conjunto en las condiciones reales de explotación antes de ser inaugurada y puesta en servicio el 16 de diciembre de 2006.

### Puesta en servicio
La inauguración de la línea T3 se llevó a cabo el 16 de diciembre de 2006, abierta al servicio el mismo día y usada por 160000 viajeros en los dos primeros días de servicio.
Este éxito demostró a posteriori que la necesidad de este tipo de transporte colectivo para los habitantes y trabajadores beneficiados por la línea justificaba tal proyecto, que paliaba la falta de infraestructuras de transporte de los sectores periféricos de la aglomeración parisina respecto al centro. La elección del tranvía siempre ha sido criticada por ciertos sectores opuestos a este medio dado el espacio que ocupa en superficie y su velocidad reducida. Muchos denunciaban el despilfarro de dinero público en un proyecto sin transparencia ni acuerdo real con los vecinos.
El 18 de junio de 2007, la velocidad comercial pasa de 16 km/h a 18 km/h reduciendo el tiempo total de recorrido de 29 a 26 min. Esta velocidad debería alcanzar los 20 km/h en poco tiempo.

### Críticas
Los que se oponen al trazado actual del tranvía siempre han remarcado que la elección del ayuntamiento de implantar el tranvía sobre la calzada de los bulevares en vez de usar la línea ferroviaria Petite Ceinture, que los recorre en túnel o trinchera tiene como consecuencia una congestión del tráfico de automóviles en los bulevares y ralentizar la velocidad del tranvía que tiene muchos cruces con automóviles. Además, cada semáforo necesario en las intersecciones constituye un punto de parada extra que era inexistente en la línea ferroviaria.
Además se valen del fuerte embotellamiento de los bulevares durante 2006, momento de las pruebas de la línea e inicio del servicio para denunciar el uso de tranvía en superficie, mientras que el ayuntamiento, aunque reconoce que hay embotellamientos, estima que se deberían reducir progresivamente a lo largo de 2007 y años sucesivos cuando los automovilistas se acostumbren a las reglas de compartir los cruces con el tranvía.

## Trazado y estaciones
La línea une la estación de Boulevard Victor-Pont du Garigliano, al suroeste de la capital con la estación de Porte d'Ivry al sureste. Tiene 17 estaciones repartidas por el tercio sur de la periferia en un total de 7,9 km; y  el ancho de vía es de 1435 mm .

Trazado de la Línea T3

|  |   |  | estaciones                                           | Lat/Long                                   | zona | municipio     | correspondencia   |
|  | - |  | ---------------------------------------------------- | ------------------------------------------ | ---- | ------------- | ----------------- |
|  | o |  | Pont du Garigliano Hôpital européen Georges-Pompidou | 48°50′17″N 2°16′16″E / 48.838067, 2.27116  | 1    | XV Distrito   |                   |
|  | o |  | Balard                                               | 48°50′10″N 2°16′42″E / 48.836089, 2.278198 | 1    | XV Distrito   | andando           |
|  | o |  | Desnouettes                                          | 48°50′04″N 2°17′02″E / 48.83435, 2.283992  | 1    | XV Distrito   |                   |
|  | o |  | Porte de Versailles Parc des Expositions             | 48°49′58″N 2°17′17″E / 48.832639, 2.28813  | 1    | XV Distrito   |                   |
|  | o |  | Georges Brassens                                     | 48°49′47″N 2°17′44″E / 48.82982, 2.295649  | 1    | XV Distrito   |                   |
|  | o |  | Brancion                                             | 48°49′43″N 2°18′03″E / 48.82867, 2.300828  | 1    | XV Distrito   |                   |
|  | o |  | Porte de Vanves                                      | 48°49′39″N 2°18′24″E / 48.827402, 2.306643 | 1    | XIV Distrito  |                   |
|  | o |  | Didot                                                | 48°49′33″N 2°18′48″E / 48.825919, 2.31333  | 1    | XIV Distrito  |                   |
|  | o |  | Jean Moulin                                          | 48°49′29″N 2°19′08″E / 48.824695, 2.318855 | 1    | XIV Distrito  |                   |
|  | o |  | Porte d'Orléans                                      | 48°49′23″N 2°19′32″E / 48.823143, 2.325483 | 1    | XIV Distrito  |                   |
|  | o |  | Montsouris                                           | 48°49′17″N 2°20′00″E / 48.821506, 2.333318 | 1    | XIV Distrito  | Orlybus           |
|  | o |  | Cité Universitaire                                   | 48°49′13″N 2°20′19″E / 48.820342, 2.338588 | 1    | XIV Distrito  |                   |
|  | o |  | Stade Charléty Porte de Gentilly                     | 48°49′10″N 2°20′45″E / 48.819475, 2.345758 | 1    | XIII Distrito | Orlybus           |
|  | o |  | Poterne des Peupliers                                | 48°49′15″N 2°21′03″E / 48.820854, 2.350854 | 1    | XIII Distrito |                   |
|  | o |  | Porte d'Italie                                       | 48°49′09″N 2°21′37″E / 48.819065, 2.360175 | 1    | XIII Distrito |                   |
|  | o |  | Porte de Choisy                                      | 48°49′11″N 2°21′50″E / 48.819751, 2.363989 | 1    | XIII Distrito |                   |
|  | o |  | Porte d'Ivry                                         | 48°49′18″N 2°22′12″E / 48.821805, 2.370016 | 1    | XIII Distrito |                   |
|  | o |  | Maryse Bastié                                        | 48°49′27″N 2°22′37″E / 48.824071, 2.376935 | 1    | XIII Distrito |                   |
|  | o |  | Avenue de France                                     | 48°49′32″N 2°22′52″E / 48.825476, 2.381119 | 1    | XIII Distrito | andando · andando |
|  | o |  | Baron Le Roy                                         | 48°49′46″N 2°23′25″E / 48.829368, 2.390368 | 1    | XII Distrito  |                   |
|  | o |  | Porte de Charenton                                   | 48°49′54″N 2°23′52″E / 48.831741, 2.397801 | 1    | XII Distrito  |                   |
|  | o |  | Porte Dorée                                          | 48°50′08″N 2°24′24″E / 48.835505, 2.406741 | 1    | XII Distrito  |                   |
|  | o |  | Montempoivre                                         | 48°50′26″N 2°24′33″E / 48.840689, 2.409159 | 1    | XII Distrito  |                   |
|  | o |  | Alexandra David-Néel                                 | 48°50′39″N 2°24′37″E / 48.844265, 2.41028  | 1    | XII Distrito  |                   |
|  | o |  | Porte de Vincennes                                   | 48°50′49″N 2°24′37″E / 48.847012, 2.410296 | 1    | XII Distrito  |                   |

### Arquitectura de las estaciones
La llegada del tranvía permitió recapitalizar las reformas paisajísticas de los bulevares y las calles adyacentes gracias al arquitecto-urbanista Antoine Grumbach en colaboración con Michel Desvigne y Louis Clair, paisajistas.
La vía de circulación está incluida en una plataforma de césped en dos tercios de su trazado, aproximadamente 36000 m² de superficie ocupada por hierba, lo que permite reducir las vibraciones y el ruido. El césped se riega de forma automática con una cantidad de agua variable según la meteorología.
300 árboles han sido añadidos y otros 300 remplazados para crear un bulevar ajardinado y se han instalado bancos de metal en las aceras que recibirán los adoquines retirados de la antigua calzada.

## Explotación de la línea
La velocidad comercial prevista sería de 20 km/h tras un periodo transitorio de 18 meses en que debería pasar progresivamente de 16 km/h a 20 km/h. La señalización en los cruces concede la preferencia a los tranvías y así es disuasorio para los automovilistas, elección que se hizo desde el inicio del proyecto.
La frecuencia es de 4-5 min en hora punta y de 6-8 min en hora valle de lunes a viernes, de 15 min desde las 22:00 hasta el final del servicio. Los sábados el intervalo es de 6-9 min y los domingos y festivos de 7-10 min.
El primer tranvía sale de Pont du Garigliano a las 4:50 y de Porte d'Ivry a las 5:30. El último sale a las 0:30 de Pont du Garigliano (1:30 los viernes, sábados y vísperas de festivo) y a la 1:05 de Porte d'Ivry (2:05 los viernes, sábados y vísperas de festivo). Estos horarios varían ligeramente en verano.

### Material móvil
Le material escogido son Citadis 402 de Alstom. Tiene un piso bajo continuo que lo hace completamente accesible para personas con movilidad reducida, aire acondicionado y videovigilancia. Las unidades miden 43,7 m de largo y 2,65 m de ancho y están compuestas por 7 módulos con un total de 78 plazas sentadas y capacidad total de 304 personas. 
El material, apto para una velocidad máxima de 60 km/h, está compuesto por seis motores asíncronos de una potencia nominal de 120 kW alimentados por una tensión de 750 V CC captados por catenaria mediante pantógrafo.
21 unidades aseguran el funcionamiento de la línea. Circulan por la derecha como en el metro, pero no como el RER que circula a la izquierda como el conjunto de trenes franceses.

### Conducción y señales
La conducción se realiza en marcha a la vista, con señales de limitación de velocidad, de protección de itinerarios y protección de cruces.
Para los cruces con el tráfico rodado están las calles equipadas de señales tricolores (rojo, amarillo y verde) mientras que la línea tranviaria tiene señales R17 y R18 (sobre fondo negro una barra horizontal indica parada, círculo blanco señal previa a barra horizontal y barra vertical vía libre). Estas luces se acompañan de señalización de ayuda a la explotación consistente en triángulos luminosos que señalan la preferencia del tranvía en los cruces cuando va a franquearlos.
Las señales de protección de itinerarios o de explotación se sitúan en los desvíos y cambios de agujas.
Las señales de limitación de velocidad consisten en letreros cuadrados con cifras negras en fondo blanco.
Finalmente, los indicadores de corte de alimentación se encuentran antes de pasar por cada sector de alimentación de la línea aérea de contacto. Dos círculos blancos alineados verticalmente anuncian un tramo de línea con corriente, alineados horizontalmente que carece de alimentación eléctrica.

### Cocheras y talleres
Cerca de la estación de Balard sale una vía que se dirige a las cocheras de Lucotte, propias de la línea T3 situadas en la Avenida de la Puerta de Sèvres donde se encontraba la C/General Lucotte.

### Tarifas y financiación
El sistema de tarificación es idéntico a las otras líneas de tranvía explotadas por la RATP y la mayoría de las líneas de autobús. Un ticket T+ permite usar la línea y transbordar de forma gratuita con las líneas de autobús y tranvía durante un máximo de 1 hora y media, pero no con el metro o RER. Los abonos mensuales Carte Orange y similares también son válidos.
La financiación de la línea está asegurada por la RATP. No obstante, las tarifas de los billetes y abonos cuyo precio está limitado por decisiones políticas no cubren los gastos reales, por lo que el Sindicato de Transportes de la Île de France (STIF) compensa estas pérdidas.

## Proyectos de ampliación
Si las reticencias de los habitantes del 16º distrito se vencieran cabe la posibilidad de que el tranvía explotado en dos o tres secciones diera la vuelta completa a París por los bulevares de Maréchaux.
Los tramos que faltan son:
- Porte d'Ivry - Porte de la Chapelle: su realización se ha fijado para 2012.
- Porte de la Chapelle - Porte d'Asnières: su realización está prevista pero aún no está dotada presupuestariamente.
- Porte d'Asnières - Pont du Garigliano: no está todavía prevista.

### Porte d'Ivry - Porte de la Chapelle
Desde el lanzamiento del proyecto TMS se preveía prolongar la línea 2,4 km hacia la Puerta de Charenton atravesando el río Sena y aumentando la línea hasta una longitud total de 10,4 km.
En septiembre de 2007, el trazado de la ampliación fue elegido y validado el 10 de octubre por STIF para su dotación presupuestaria.
Este trazado prevé dar servicio a la localidad vecina de Pantin y sería cortada en dos para mejor gestión con el punto de inflexión en la Puerta de Vincennes.
El coste será repartido a partes iguales en el tramo hasta la Puerta de Charenton entre la ciudad de París y la región y 70/30 para el tramo hasta Porte de la Chapelle.
El número y denominación de las estaciones fue definido por encuesta pública a finales de 2007, siendo un total de 25 hasta Porte de la Chapelle:
- Porte de Vitry
- Porte de France/Bibliothèque François Mitterrand
- Baron Le Roy
- Porte de Charenton ( )
- Porte Dorée (
- Porte de Montempoivre
- Porte de Saint-Mandé
- Porte de Vincennes ( )

Aquí empezaría una nueva línea:
|  |   |  | estaciones                                               | Lat/Long                                                     | zona | municipio                     | correspondencia |
|  | - |  | -------------------------------------------------------- | ------------------------------------------------------------ | ---- | ----------------------------- | --------------- |
|  | o |  | Porte de Vincennes                                       | 48°50′51″N 2°24′35″E / 48.84739389049608, 2.40965605640417   | 1    | XII Distrito, XX Distrito     |                 |
|  | o |  | Porte de Montreuil                                       | 48°51′11″N 2°24′39″E / 48.85298727790374, 2.410741136126437  | 1    | XX Distrito                   |                 |
|  | o |  | Marie de Miribel                                         | 48°51′31″N 2°24′35″E / 48.858704010227065, 2.409685686967028 | 1    | XX Distrito                   |                 |
|  | o |  | Porte de Bagnolet                                        | 48°51′48″N 2°24′32″E / 48.86343374196472, 2.408832465143973  | 1    | XX Distrito                   |                 |
|  | o |  | Séverine                                                 | 48°52′03″N 2°24′32″E / 48.86752135721475, 2.408978939744509  | 1    | XX Distrito                   |                 |
|  | o |  | Adrienne Bolland                                         | 48°52′21″N 2°24′31″E / 48.87240409441091, 2.408577577424641  | 1    | XX Distrito                   |                 |
|  | o |  | Porte des Lilas                                          | 48°52′36″N 2°24′25″E / 48.87656877529156, 2.407034921962184  | 1    | XIX Distrito                  |                 |
|  | o |  | Hôpital Robert-Debré                                     | 48°52′46″N 2°24′04″E / 48.87947036907198, 2.401221761278451  | 1    | XIX Distrito                  | andando         |
|  | o |  | Butte du Chapeau Rouge                                   | 48°53′06″N 2°23′48″E / 48.885016789193514, 2.396751288803897 | 1    | XIX Distrito                  |                 |
|  | o |  | Porte de Pantin Parc de la Villette                      | 48°53′20″N 2°23′44″E / 48.88900764950694, 2.395681074711603  | 1    | XIX Distrito                  |                 |
|  | o |  | Delphine Seyrig                                          | 48°53′38″N 2°23′52″E / 48.89388028252993, 2.397738850646979  | 1    | XIX Distrito, Pantin          |                 |
|  | o |  | Ella Fitzgerald Grands Moulins de Pantin                 | 48°53′51″N 2°23′42″E / 48.897432849464856, 2.395041749682104 | 1    | XIX Distrito, Pantin          | andando         |
|  | o |  | Porte de la Villette Cité des Sciences et de l'Industrie | 48°53′51″N 2°23′12″E / 48.89742873557869, 2.38658143311372   | 1    | XIX Distrito                  |                 |
|  | o |  | Canal Saint-Denis                                        | 48°53′55″N 2°22′50″E / 48.898733990652936, 2.380537035488634 | 1    | XIX Distrito                  |                 |
|  | o |  | Rosa Parks                                               | 48°53′51″N 2°22′24″E / 48.897552809900425, 2.3733837959986   | 1    | XIX Distrito                  |                 |
|  | o |  | Porte d'Aubervilliers                                    | 48°53′55″N 2°22′09″E / 48.89860117217836, 2.369036949316923  | 1    | XVIII Distrito, XIX Distrito  | proyecto:       |
|  | o |  | Colette Besson                                           | 48°53′55″N 2°21′49″E / 48.89849110155687, 2.363651382181137  | 1    | XVIII Distrito                |                 |
|  | o |  | Porte de la Chapelle                                     | 48°53′54″N 2°21′30″E / 48.89839212477815, 2.358375469336868  | 1    | XVIII Distrito                |                 |
|  | o |  | Diane Arbus Porte des Poissonniers                       | 48°53′54″N 2°21′07″E / 48.89832555844204, 2.351829550128707  | 1    | XVIII Distrito                |                 |
|  | o |  | Porte de Clignancourt Puces de Saint-Ouen                | 48°53′53″N 2°20′43″E / 48.89802474646223, 2.345228293777086  | 1    | XVIII Distrito                |                 |
|  | o |  | Angélique Compoint Porte de Montmartre                   | 48°53′52″N 2°20′17″E / 48.897832385089565, 2.338026740232628 | 1    | XVIII Distrito                |                 |
|  | o |  | Porte de Saint-Ouen                                      | 48°53′52″N 2°19′47″E / 48.89767181948476, 2.329830334493886  | 1    | XVII Distrito, XVIII Distrito |                 |
|  | o |  | Épinettes-Pouchet                                        | 48°53′51″N 2°19′25″E / 48.89751671682976, 2.32372791300899   | 1    | XVII Distrito                 |                 |
|  | o |  | Honoré de Balzac                                         | 48°53′46″N 2°19′08″E / 48.89622649469053, 2.318802327261341  | 1    | XVII Distrito                 |                 |
|  | o |  | Porte de Clichy Tribunal de Paris                        | 48°53′40″N 2°18′51″E / 48.89453086415558, 2.314064654430934  | 1    | XVII Distrito                 |                 |
|  | o |  | Porte d'Asnières - Marguerite Long                       | 48°53′23″N 2°18′11″E / 48.88965743471613, 2.303104617664385  | 1    | XVII Distrito                 |                 |
|  | o |  | Porte de Courcelles                                      | 48°53′14″N 2°17′52″E / 48.8872, 2.29768                      | 1    | XVII Distrito                 |                 |
|  | o |  | Porte de Champerret                                      | 48°53′08″N 2°17′29″E / 48.885556, 2.291389                   | 1    | XVII Distrito                 | andando         |
|  | o |  | Porte de Villiers                                        | 48°52′59″N 2°17′15″E / 48.883056, 2.2875                     | 1    | XVII Distrito                 |                 |
|  | o |  | Porte des Ternes                                         | 48°52′49″N 2°17′18″E / 48.8802, 2.2884                       | 1    | XVII Distrito                 |                 |
|  | o |  | Porte Maillot                                            | 48°52′40″N 2°16′56″E / 48.8778, 2.28222                      | 1    | XVI Distrito, XVII Distrito   |                 |
|  | o |  | Bruix - Lalo                                             | 48°52′29″N 2°16′44″E / 48.8747, 2.2789                       | 1    | XVI Distrito                  |                 |
|  | o |  | Porte Dauphine                                           | 48°52′18″N 2°16′30″E / 48.871672, 2.274905                   | 1    | XVI Distrito                  |                 |

### Porte de la Chapelle - Porte d'Asnières
Tras numerosas solicitudes expresadas en el debate público sobre la ampliación de la T3 está previsto ampliar la línea más allá de Porte de la Chapelle hasta Porte d'Asnières. El consejo del STIF del 10 de octubre de 2007 recalcó que sin financiación estatal no se puede realizar, por lo que se podría incluir en el plan estado-region 2014-2020.

### Porte d’Asnières - Pont du Garigliano
Dada la fuerte oposición al proyecto de los vecinos en el debate público, este proyecto ha sido aplazado sine die. Los habitantes del 16º distrito estiman que el coste es excesivo y no responde a una necesidad real de transporte, destruiría plazas de aparcamiento y pondría en peligro el comercio local mientras durasen las obras.
En cuanto a la sección entre Porte d'Auteuil y Porte d'Asnières, el proyecto se prevé a largo plazo, ya que la Línea RER C se ha juzgado como suficiente para el servicio actual.